# ازار (مقاطعة كلاردشت)
ازار (بالفارسية: ازار) هي قرية تقع في قسم بيرون‌بشم الريفي (مقاطعة كلاردشت) في إيران. يقدر عدد سكانها بـ 22 نسمة بحسب إحصاء 2016.